# Brachyprosopus
Brachyprosopus es un género extinto de sinápsidos no mamíferos.